# Tarascon

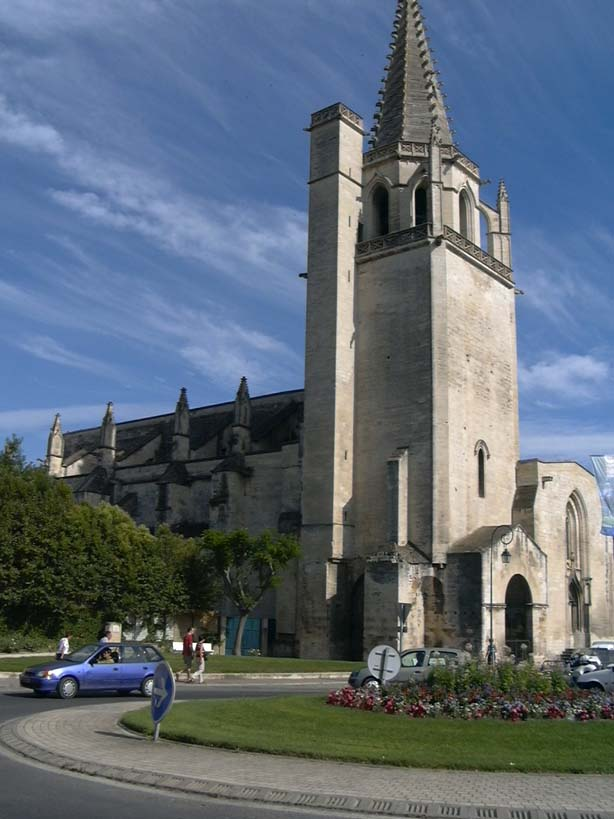
Kolegiata Ste-Marthe

Tarascon – miejscowość i gmina we Francji, w regionie Prowansja-Alpy-Lazurowe Wybrzeże, w departamencie Delta Rodanu.
Według danych na rok 1990 gminę zamieszkiwało 10 826 osób, a gęstość zaludnienia wynosiła 146 osób/km² (wśród 963 gmin regionu Prowansja-Alpy-W. Lazurowe Tarascon plasuje się na 64. miejscu pod względem liczby ludności, natomiast pod względem powierzchni na miejscu 73.).

## Atrakcje turystyczne
- Średniowieczny zamek, budowany od 1401 r., ukończony przez René I Dobrego (René Ier d’Anjou le Bon) w II połowie XV wieku – jeden z pierwszych zwiastunów Renesansu w architekturze Francji;
- kolegiata Ste-Marthe (Église collégiale Ste Marthe) z kryptą grobową ze szczątkami św. Marty;
- pozostałość murów miejskich – trzy bramy: Portail St. Jean, Porte de la Condamine i Porte Jarnègues;
- Ratusz z 1648 roku;
- Stare Miasto z ulicą rue des Halles przy której znajdują się zabytkowe arkady;
- Cloître des Cordeliers – klasztor z XVI wieku.